# Dschargaltchaan
Dschargaltchaan (mongolisch Жаргалтхаан) ist ein Sum des Chentii-Aimag in der Mongolei.

## Persönlichkeiten
- Bjambasürengiin Scharaw (1952–2019), Komponist